# La Patrouille des libellules

La Patrouille des libellules est une série de Bande dessinée parodique de Yann (scénario) et Marc Hardy (dessin) publiée dans Circus de 1984 à 1988 et en album par les éditions Glénat de 1985 à 1988. Elle met en scène un groupe de guides pendant la Seconde Guerre mondiale. Derrière une trame complexe « assortie d'une multiplicité de protagonistes parfaitement maîtrisés », les auteurs multiplient les caricatures et les poncifs pour mieux les mettre en évidence, dans l'esprit du Dictionnaire des idées reçues et dans une optique « plus trivial et cynique que nous tu meurs ». Bien écrite, très drôle, la série suscite cependant la polémique et est accusée d'antisémitisme. Malgré son succès, elle est arrêtée en 1988 après le troisième album.

## Controverse
Yann met dans cette série sur le même plan nazis et juifs qui pour lui « font partie du décor » de l'histoire. Dans sa volonté de se moquer de tout, il accumule les clichés sur les Juifs, et Hardy les caricature de manière aussi outrancière que les autres personnages (Winston Churchill, Charles de Gaulle, Rudolf Hess, Adolph Hitler, les scouts, les collaborateurs, etc.). Ce qui pour les auteurs ne pose pas de problème (selon Yann il n'y a « aucun sujet méritant d'être sacralisé au point qu'on ne puisse pas en rire ») leur vaut d'être accusés de faciliter la diffusion des stéréotypes sur les Juifs et de rendre possible une lecture antisémite de leur œuvre. Ainsi Jean-Michel Morel écrit qu'ils « en [viennent] pas doucement mais sûrement sur le terrain […] de l'antisémitisme » et la LICRA envoie à Yann une lettre l'accusant d'« incitation à la haine raciale ».

## Publications

### Dans des périodiques
- Circus :

1. Opération survie, 6 pages, n°79 bis, 1984
2. Le petit louveteau triste, 4 pages, n°82 bis, 1985
3. Youkaïdi, Histoire à suivre, n°85-90, 1985
4. Défaite éclair, Histoire à suivre, n°96-102, 1986
5. Opération survie, 6 pages, n°104 bis, 1986
6. Le petit louveteau triste, 4 pages, n°104 bis, 1986
7. Requiem pour un pimpf !, Histoire à suivre, n°111-117, 1987-1988

### Albums
- Glénat :

1. Le chien des Cisterciens, 1985
2. Défaite éclair, coll. « Sale caractère », 1987
3. Requiem pour un Pimpf, coll. « Sale caractère », 1988
4. Pas d'Ausweis pour Auschwitz (4e album annoncé à la fin du T.3, le titre prévu devant être celui-ci, mais jamais paru)

### Documentation
- Jean-Michel Morel, « À propos de juif et de caricature… », dans Les Cahiers de la bande dessinée n° 83, décembre 1988, p. 90